# Un gosse pour 100.000 francs
Pour plus de détails, voir Fiche technique et Distribution.
Un gosse pour 100.000 francs est un film belge réalisé par Gaston Schoukens en 1934.

## Fiche technique
- Titre : Un gosse pour 100.000 francs
- Réalisateur et producteur : Gaston Schoukens
- Société de production : Lux Film
- Pays : Belgique
- Langue : français
- Format : Muet - Noir et blanc
- Genre : Comédie
- Durée : 66 minutes
- Année de sortie : 1934

## Distribution
- L. Alibert : Marcel
- Dolly Davis : Micheline
- Louis Florencie : Achille
- Jim Gérald : César
- René Lefeuvre: le concierge
- Germaine Reuver : la nourrice
- Rittche  : Prosper
- Wendler : Anna